# Hugh Panero
Hugh Panero, född cirka 1956, är en amerikansk företagsledare. Från juni 1998 till augusti 2007 var han VD för XM Satellite Radio.